# Michael Therriault
Michael Therriault (Oakville, 29 de novembro de 1977) é um ator canadense, conhecido pela participação na série Hemlock Grove.